# Torre Angela (Roms tunnelbana)
Torre Angela är en station på Roms tunnelbanas Linea C. Stationen är belägen vid Via Casilina i området Torre Angela i sydöstra Rom och togs i bruk år 2014.
Stationen Torre Angela har:
- Biljettautomater
- WC

## Kollektivtrafik
- Busshållplats för ATAC

## Omgivningar
- Policlinico Tor Vergata
- Via Casilina
- Giardino Carlo Tufilli